# أليسا (ممثلة)
أليسا (باليابانية: 亜里沙) هي عارضة وممثلة يابانية، ولدت في 2 مارس 1989 في فوكوكا في اليابان.